# O Canada
O Canada je kanadska narodna himna.

## Besedilo
Angleško
O Canada!

Our home and native land!

True patriot love in all thy sons command.

With glowing hearts we see thee rise,

The True North strong and free!

From far and wide, O Canada, we stand on guard for thee.

God keep our land glorious and free!

O Canada, we stand on guard for thee.

O Canada, we stand on guard for thee.
Francosko
Ô Canada!

Terre de nos aïeux,

Ton front est ceint de fleurons glorieux!

Car ton bras sait porter l'épée,

Il sait porter la croix!

Ton histoire est une épopée des plus brillants exploits.

Et ta valeur, de foi trempée,

Protégera nos foyers et nos droits;

Protégera nos foyers et nos droits.